# The Beyoncé Experience Live
The Beyoncé Experience Live est un DVD live de la chanteuse américain Beyoncé Knowles, sorti à partir du 16 novembre 2007. Le live a été enregistré au Staples Center, Los Angeles, en Californie, le 2 septembre 2007 durant sa tournée mondiale The Beyoncé Experience. Il reste à ce jour le DVD de Beyoncé le plus vendu avec 800 000 exemplaires écoulés dans le monde dont 460 000 aux États-Unis, 270 000 au Brésil et plus de 25 000 en France.

## Certifications
| Pays                 | Certification |
| -------------------- | ------------- |
| Australie (ARIA)     | 2× Platine    |
| Brésil (ABPD)        | 2× Platine    |
| Espagne (PROMUSICAE) | Or            |
| États-Unis (RIAA)    | 3×Platine     |
| France (SNEP)        | Platine       |
| Portugal             | Or            |